# Andoharano ansieae
Espèce
Andoharano ansieae est une espèce d'araignées aranéomorphes de la famille des Filistatidae.

## Distribution
Cette espèce se rencontre en Namibie, au Botswana et en Afrique du Sud.

## Description
Le mâle holotype mesure 3,15 mm et la femelle paratype 4,25 mm.

## Systématique et taxinomie
Cette espèce a été décrite par Zonstein et Marusik en 2015.

## Étymologie
Cette espèce est nommée en l'honneur d'Ansie S. Dippenaar-Schoeman.

## Publication originale
- Zonstein & Marusik, 2015 : « The first record of Andoharano Lehtinen, 1967 (Araneae: Filistatidae) from mainland Africa. » African Invertebrates, vol. 56, no 2, p. 483-489.